# Sydamerikanska U20-mästerskapet i volleyboll för damer 2018
Sydamerikanska U20-mästerskapet 2018 i volleyboll för damer spelades mellan 17 och 21 oktober 2018 i Lima, Peru. Det var den 24:e upplagan av tävlingen och i turneringen deltog åtta juniorlandslag från CSV:s medlemsförbund. Brasilien vann tävlingen för 20:e gången genom att i finalen besegra Argentina. Victoria Mayer, Argentina, utsågs till mest värdefulla spelare.

## Arenor
|                                                                                       |  |  |
|                                                                                       |  |  |
| Complejo Deportivo Niño Héroe Manuel Bonilla Stad: Lima Kapacitet: 6 500 Öppnad: 1995 |  |  |

## Regelverk

### Format
- Tävlingen genomfördes i en gruppspelsfas följt av en cupfas.
- I gruppspelsfasen delades lagen in i två grupper om fyra lag i varje. De två första i varje grupp gick vidare till spel om platserna 1-4, medan de två sista fick spela om platserna 5-8.
- I cupfasen spelade alla lagen två möten för att bestämma lagens slutplacering. Varje möte genomfördes genom en direkt avgörande match.

### Rankningskriterier
Om slutresultatet blev 3-0 eller 3-1 tilldelades 3 poäng till det vinnande laget och 0 till det förlorande laget, om slutresultatet blev 3-2 tilldelades 2 poäng till det vinnande laget och 1 till det förlorande laget. 
Rankningsordningen i serien definierades utifrån:
- Antal vunna matcher
- Poäng
- Kvot vunna / förlorade set
- Kvot vunna / förlorade poäng.
- Inbördes möte

## Deltagande lag
| Lag           | Kvalificerat som | Deltog senast  |
| ------------- | ---------------- | -------------- |
| Argentina U20 | -                | Brasilien 2016 |
| Bolivia U20   | -                | Peru 2008      |
| Brasilien U20 | -                | Brasilien 2016 |
| Chile U20     | -                | Brasilien 2016 |
| Colombia U20  | -                | Colombia 2014  |
| Ecuador U20   | -                | Bolivia 1992   |
| Peru U20      | Värdland         | Brasilien 2016 |
| Uruguay U20   | -                | Brasilien 2016 |

## Turneringen

### Gruppspelsfasen
| Grupp A     | Grupp B       |
| ----------- | ------------- |
| Chile U20   | Argentina U20 |
| Ecuador U20 | Brasilien U20 |
| Peru U20    | Bolivia U20   |
| Uruguay U20 | Colombia U20  |

#### Grupp A

##### Resultat
| 17 oktober 2018 Complejo Deportivo Niño Bonilla, Lima Speltid: ? - Åskådare: ? | Uruguay U20 | 0 - 3 | Chile U20   | 8-25, 11-25, 20-25         |
| 17 oktober 2018 Complejo Deportivo Niño Bonilla, Lima Speltid: ? - Åskådare: ? | Peru U20    | 3 - 0 | Ecuador U20 | 25-10, 25-10, 25-20        |
| 18 oktober 2018 Complejo Deportivo Niño Bonilla, Lima Speltid: ? - Åskådare: ? | Uruguay U20 | 1 - 3 | Ecuador U20 | 25-23, 19-25, 22-25, 15-25 |
| 18 oktober 2018 Complejo Deportivo Niño Bonilla, Lima Speltid: ? - Åskådare: ? | Peru U20    | 3 - 0 | Chile U20   | 25-23, 25-8, 25-14         |
| 19 oktober 2018 Complejo Deportivo Niño Bonilla, Lima Speltid: ? - Åskådare: ? | Chile U20   | 3 - 1 | Ecuador U20 | 25-15, 25-15, 24-26, 25-12 |
| 19 oktober 2018 Complejo Deportivo Niño Bonilla, Lima Speltid: ? - Åskådare: ? | Peru U20    | 3 - 0 | Uruguay U20 | 25-21, 25-13, 25-13        |

##### Sluttabell
| Pos. | Lag         | Pt | M | V | F | SV | SF | Kvot  | PV  | PF  | Kvot  |
| ---- | ----------- | -- | - | - | - | -- | -- | ----- | --- | --- | ----- |
| 1    | Peru U20    | 9  | 3 | 3 | 0 | 9  | 0  | MAX   | 225 | 132 | 1,704 |
| 2    | Chile U20   | 6  | 3 | 2 | 1 | 6  | 4  | 1,500 | 219 | 182 | 1,203 |
| 3    | Ecuador U20 | 3  | 3 | 1 | 2 | 4  | 7  | 0,571 | 206 | 250 | 0,824 |
| 4    | Uruguay U20 | 0  | 3 | 0 | 3 | 1  | 9  | 0,111 | 167 | 248 | 0,673 |

#### Grupp B

##### Resultat
| 17 oktober 2018 Complejo Deportivo Niño Bonilla, Lima Speltid: ? - Åskådare: ? | Brasilien U20 | 3 - 0 | Bolivia U20   | 25-13, 25-16, 25-12        |
| 17 oktober 2018 Complejo Deportivo Niño Bonilla, Lima Speltid: ? - Åskådare: ? | Argentina U20 | 3 - 0 | Colombia U20  | 25-17, 25-14, 25-19        |
| 18 oktober 2018 Complejo Deportivo Niño Bonilla, Lima Speltid: ? - Åskådare: ? | Argentina U20 | 3 - 0 | Bolivia U20   | 25-7, 25-16, 25-14         |
| 18 oktober 2018 Complejo Deportivo Niño Bonilla, Lima Speltid: ? - Åskådare: ? | Brasilien U20 | 3 - 0 | Colombia U20  | 25-16, 25-23, 27-25        |
| 19 oktober 2018 Complejo Deportivo Niño Bonilla, Lima Speltid: ? - Åskådare: ? | Colombia U20  | 3 - 0 | Bolivia U20   | 25-14, 25-11, 25-13        |
| 19 oktober 2018 Complejo Deportivo Niño Bonilla, Lima Speltid: ? - Åskådare: ? | Brasilien U20 | 1 - 3 | Argentina U20 | 25-20, 26-28, 20-25, 11-25 |

##### Sluttabell
| Pos. | Lag           | Pt | M | V | F | SV | SF | Kvot  | PV  | PF  | Kvot  |
| ---- | ------------- | -- | - | - | - | -- | -- | ----- | --- | --- | ----- |
| 1    | Argentina U20 | 9  | 3 | 3 | 0 | 9  | 1  | 9,000 | 248 | 169 | 1,467 |
| 2    | Brasilien U20 | 6  | 3 | 2 | 1 | 7  | 3  | 2,333 | 234 | 203 | 1,152 |
| 3    | Colombia U20  | 3  | 3 | 1 | 2 | 3  | 6  | 0,500 | 189 | 190 | 0,994 |
| 4    | Bolivia U20   | 0  | 3 | 0 | 3 | 0  | 9  | 0,000 | 116 | 225 | 0,515 |

### Slutspelsfasen

#### Spelschema
|  | Semifinaler   | Semifinaler |               |               | Final               | Final               |  |
|  |               |             |               |               |                     |                     |  |
|  | Peru U20      | 1           |               |               |                     |                     |  |
|  | Peru U20      | 1           |               |               |                     |                     |  |
|  | Brasilien U20 | 3           |               |               |                     |                     |  |
|  | Brasilien U20 | 3           |               | Brasilien U20 | 3                   |                     |  |
|  |               |             |               | Brasilien U20 | 3                   |                     |  |
|  |               |             | Argentina U20 | 2             |                     |                     |  |
|  | Argentina U20 | 3           | Argentina U20 | 2             |                     |                     |  |
|  | Argentina U20 | 3           |               |               |                     |                     |  |
|  | Chile U20     | 0           |               |               | Match om tredjepris | Match om tredjepris |  |
|  | Chile U20     | 0           |               |               |                     |                     |  |
|  |               |             |               |               |                     |                     |  |
|  |               |             |               |               | Peru U20            | 3                   |  |
|  |               |             |               |               | Peru U20            | 3                   |  |
|  |               |             |               |               | Chile U20           | 0                   |  |

##### Semifinaler
| 20 oktober 2018 Complejo Deportivo Niño Bonilla, Lima Speltid: ? - Åskådare: ? | Argentina U20 | 3 - 0 | Chile U20     | 25-12, 27-25, 25-16        |
| 20 oktober 2018 Complejo Deportivo Niño Bonilla, Lima Speltid: ? - Åskådare: ? | Peru U20      | 1 - 3 | Brasilien U20 | 22-25, 25-23, 23-25, 14-25 |

##### Match om tredjepris
| 21 oktober 2018 Complejo Deportivo Niño Bonilla, Lima Speltid: ? - Åskådare: ? | Peru U20 | 3 - 0 | Chile U20 | 25-16, 25-19, 25-15 |

##### Final
| 21 oktober 2018 Complejo Deportivo Niño Bonilla, Lima Speltid: ? - Åskådare: ? | Brasilien U20 | 3 - 2 | Argentina U20 | 25-23, 25-21, 25-27, 19-25, 15-12 |

#### Spel om plats 5-8
|  | Matcher om plats 5-8 | Matcher om plats 5-8 |              |             | Match om femteplats  | Match om femteplats  |  |
|  |                      |                      |              |             |                      |                      |  |
|  | Ecuador U20          | 0                    |              |             |                      |                      |  |
|  | Ecuador U20          | 0                    |              |             |                      |                      |  |
|  | Bolivia U20          | 3                    |              |             |                      |                      |  |
|  | Bolivia U20          | 3                    |              | Bolivia U20 | 0                    |                      |  |
|  |                      |                      |              | Bolivia U20 | 0                    |                      |  |
|  |                      |                      | Colombia U20 | 3           |                      |                      |  |
|  | Colombia U20         | 3                    | Colombia U20 | 3           |                      |                      |  |
|  | Colombia U20         | 3                    |              |             |                      |                      |  |
|  | Uruguay U20          | 0                    |              |             | Match om sjundeplats | Match om sjundeplats |  |
|  | Uruguay U20          | 0                    |              |             |                      |                      |  |
|  |                      |                      |              |             |                      |                      |  |
|  |                      |                      |              |             | Ecuador U20          | 1                    |  |
|  |                      |                      |              |             | Ecuador U20          | 1                    |  |
|  |                      |                      |              |             | Uruguay U20          | 3                    |  |

##### Semifinaler
| 20 oktober 2018 Complejo Deportivo Niño Bonilla, Lima Speltid: ? - Åskådare: ? | Ecuador U20  | 0 - 3 | Bolivia U20 | 24-26, 16-25, 23-25 |
| 20 oktober 2018 Complejo Deportivo Niño Bonilla, Lima Speltid: ? - Åskådare: ? | Colombia U20 | 3 - 0 | Uruguay U20 | 25-12, 25-21, 25-12 |

##### Match om sjundeplats
| 21 oktober 2018 Complejo Deportivo Niño Bonilla, Lima Speltid: ? - Åskådare: ? | Ecuador U20 | 1 - 3 | Uruguay U20 | 22-25, 16-25, 25-19, 21-25 |

##### Match om femteplats
| 21 oktober 2018 Complejo Deportivo Niño Bonilla, Lima Speltid: ? - Åskådare: ? | Bolivia U20 | 0 - 3 | Colombia U20 | 15-25, 13-25, 11-25 |

## Slutplaceringar[2]
| Pos | Lag           | Vidare till |
| --- | ------------- | ----------- |
|     | Brasilien U20 | U20-VM 2019 |
|     | Argentina U20 | U20-VM 2019 |
|     | Peru U20      |             |
| 4   | Chile U20     |             |
| 5   | Colombia U20  |             |
| 6   | Bolivia U20   |             |
| 7   | Uruguay U20   |             |
| 8   | Ecuador U20   |             |

## Individuella utmärkelser
| Utmärkelse              | Namn               | Lag           |
| ----------------------- | ------------------ | ------------- |
| Mest värdefulla spelare | Victoria Mayer     | Argentina U20 |
| Bästa passare           | Victoria Mayer     | Argentina U20 |
| Bästa högerspiker       | Jheovana Sebastião | Brasilien U20 |
| Bästa vänsterspiker     | Ángeles Ligorria   | Argentina U20 |
| Bästa vänsterspiker     | Tainara Santos     | Brasilien U20 |
| Bästa center            | Bianca Farriol     | Argentina U20 |
| Bästa center            | Flavia Montes      | Peru U20      |
| Bästa libero            | Keyla Alves        | Brasilien U20 |